# Johann Georg Beilhack

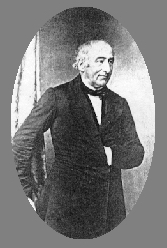
Johann Beilhack

Johann Georg Beilhack (* 23. April 1802 in Ruhpolding; † 21. Oktober 1864 in München) war ein deutscher Sprachwissenschaftler, Pädagoge und 1856 bis 1864 Rektor am Maximiliansgymnasium München.

## Leben
Beilhack war eines von neun Kindern eines Tischlers und Kleingütlers in Ruhpolding († 1863). Im Alter von zwei Jahren kam er zu seiner Großmutter nach Unterwössen. Dort besuchte er auch bis zu seinem 13. Lebensjahr die Dorfschule. Dann kehrte er nach Ruhpolding zurück. Bei seinem Vater erlernte er das Tischlerhandwerk und half beim Feldbau. Wegen schwieriger wirtschaftlicher Verhältnisse der Familie hielt er sich wiederholt in Unterwössen auf und arbeitete hier ein Jahr lang als Köhler. In seiner Freizeit begann er, sich zunächst selbständig, dann mit zehnmonatiger Unterweisung beim Pfarrvikar des Ortes intensiv mit der lateinischen Sprache und der deutschen Literatur zu beschäftigen. So gelang es ihm 1818, mit finanzieller Unterstützung von Verwandten, am Wilhelmsgymnasium in München aufgenommen zu werden und, indem er mehrere Klassen übersprang, 1823 mit Erfolg abzuschließen und die Berechtigung zum Studium zu erhalten.
Danach begann er in Landshut ein Medizinstudium und unterrichtete daneben unentgeltlich an der dortigen Gewerbeschule. 1824 wurde er Renonce und später Renoncenphilister des Corps Isaria. Auf Rat des Philosophen und Pädagogen Cajetan Weiller wechselte er zum Studium der Klassischen Philologie am Institut von Friedrich Thiersch, der kurz zuvor das philologische Seminar in München begründet hatte. Den abschließenden Staatsconcurs für das höhere Lehramt bestand er 1826 mit Auszeichnung. 1827 bis 1829 war er Hauslehrer (Hofmeister) der Söhne des Forstmeisters Max von Schenk in Tegernsee und wurde 1830 vom bayrischen Innenminister als Praeceptor (Vorbereitungslehrer) des 1. Curses der Lateinschule in München eingesetzt. 1830 Rektor der Schule, die sich in völlig unzureichenden Räumen der ehemaligen Fronfeste am Obstmarkt (Angerfronfeste) in München befand, war der Pädagoge Johann Baptist Fischer (1772–1845).
1833 erlangte Beilhack den Doktorgrad der Universität Erlangen mit einer Schrift über aktuelle Bildungsprobleme (nach eigenen Worten von ihm „erkauft“, um – aus Anlass seiner Heirat (1831) – das geringe Ansehen eines Praeceptors auszugleichen). 1835 wurde er zum Gymnasialprofessor befördert und an das Gymnasium in Landshut versetzt. Zum Schuljahr 1836/37 (bis 1841/42) unterrichtete er am „Alten Gymnasium“ in München und wurde 1842 als Rektor der Lateinschule (gymnasiale Unterstufe) eingesetzt, die nun in ein Gebäude an der Karmelitengasse in der Nähe der Herzog-Maxburg umzog. Daneben war er 17 Jahre lang Repetitor an der königlichen Pagerie, wo er Schüler aus dem Geburtsadel unterrichtete. Hierfür erhielt er 1848 den Verdienstorden des heiligen Michael.
Nach Auflösung der Studienanstalt und der Begründung der drei Münchner Gymnasien – Ludwigs-, Wilhelms- und Maximiliansgymnasium – 1849 wurde er an letzterem Ordinarius der 3. Gymnasialklasse. 1856 wurde er zunächst „interimistischer Verweser“ des Rektorats, im folgenden Schuljahr amtierender Rektor des Maximiliansgymnasiums, nachdem Halm ab Jahresbeginn 1856 auf eigenes Ansuchen beurlaubt und schließlich als Professor an die Münchner Universität berufen worden war. Als Rektor betonte Beilhack die Rolle des Deutsch-Unterrichts und erreichte, dass der Geschichtsunterricht von den Klassenlehrern gegeben wurde und nicht wie bis dahin üblich von Geistlichen. Während einer längeren Erkrankung wurde er von Anton Linsmayer vertreten, der auch sein Nachfolger als Rektor wurde.
Beilhack war Mitglied des konservativen „Konstitutionell-monarchischen Vereins für Freiheit und Gesetzmäßigkeit“ und Mitglied eines Freicorps „zur Bewahrung der öffentlichen Ruhe und Ordnung“. Durch Vermittlung H. F. Maßmanns, dem Begründer der Münchner Turnanstalt auf dem Oberwiesenfeld, 1828, wurde ihm zudem die Oberaufsicht über den allgemeinen Turnplatz übertragen. 1848 war Beilhack nebenberuflich Intendant des Münchner Hoftheaters und gehörte einer Kommission an, die neue Bühnenunterhaltungen begutachtete. 1851 wurde er zum Ersatzmann und 1856 zum „wirklichen Mitglied“ des Kreisscholarchates für Oberbayern und zum Mitglied der „Commission für einzuführende Lehrbücher“ ernannt. Nachdem er 1852 in die Kulturgesellschaft „Die Zwanglosen“ eingetreten war, schloss er sich 1856 der literarisch orientierten Künstlergruppe „Die Krokodile“ an.
Noch 1861 bis 1864 unterrichtete er als Privatlehrer Prinzessin Therese von Bayern, Tochter des Prinzen und nachmaligen Prinzregenten Luitpold von Bayern in Geschichte, Geographie und Latein. Beilhack starb im Alter von 62 Jahren nach längerer Krankheit. Die Todesanzeige erschien im Namen von Ehefrau, Sohn, Tochter und Schwiegertochter in der Bayerischen Zeitung.
In erster Ehe hatte Johann Georg Beilhack 1834 Kreszenz Härtnagel geheiratet; der Sohn dieser Ehe, Maximilian Beilhack, wurde 1835 in Landshut geboren. Nach dem Tod der Frau 1842 ging er 1844 eine 2. Ehe mit Anna, geborene Lang ein. Die Tochter dieser Ehe, Marie Beilhack (* 22. April 1853), heiratete den Schauspieler Adolf Reubke (1843–1893). Sie lebte als Lyrikerin und seit 1880 als Lehrerin in Wiesbaden.
Beilhack veröffentlichte zahlreiche Gedichte in den populären Zeitschriften der Zeit, darunter 1829 in „Palmblätter“, 1833 in: „Der Bayerische Volksfreund“, 1839 in „Deutsche Theeblätter“, 1840 in „Blätter für deutsche Literatur und Leben“ und 1843 in „Charitas. Zeitschrift für die Werke der Nächstenliebe im katholischen Deutschland“.

## Grabstätte

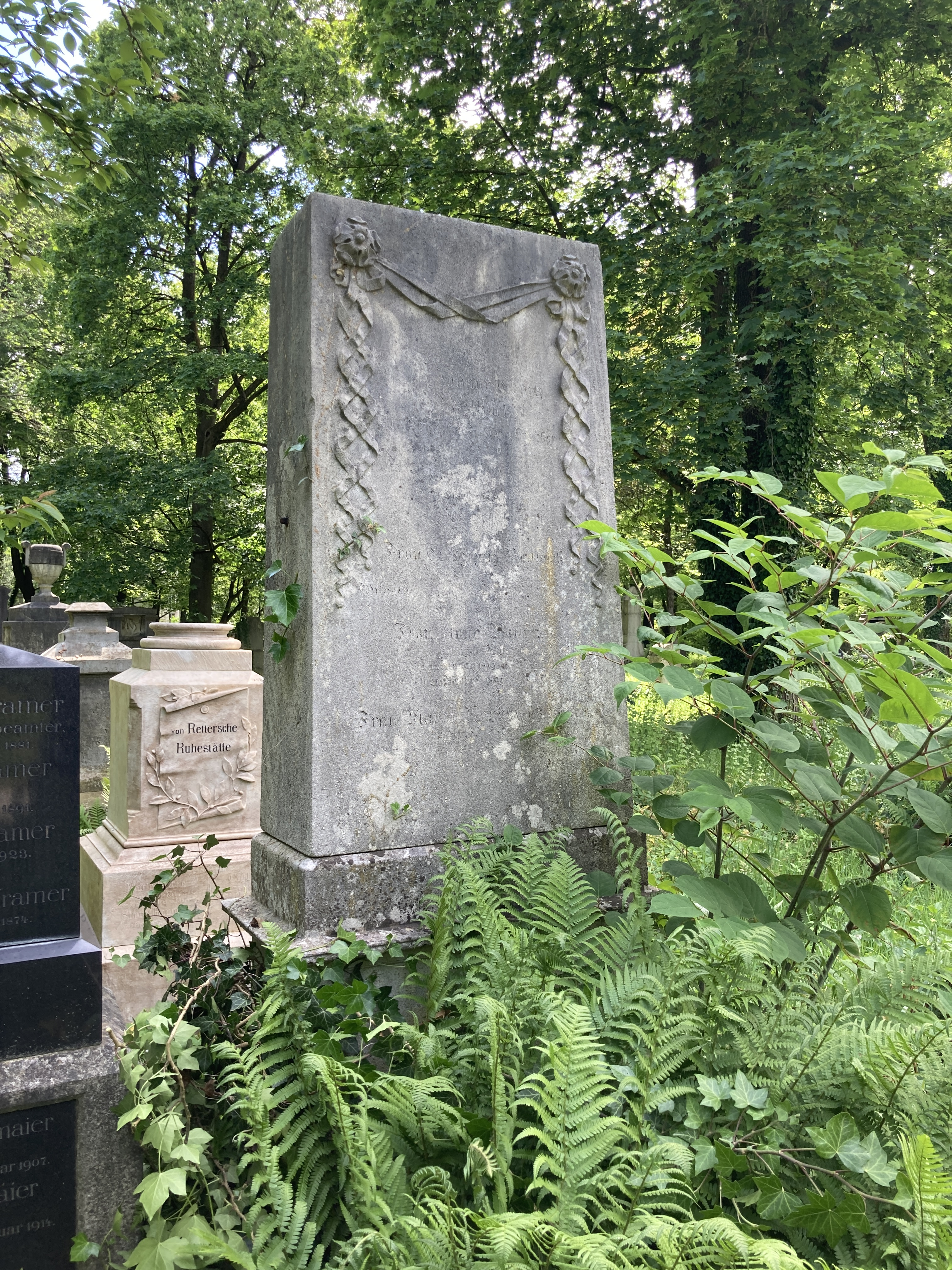
Grab von Johann Beilhack auf dem Alten Südlichen Friedhof in München

Die Grabstätte von Johann Beilhack befindet sich auf dem Alten Südlichen Friedhof in München (Gräberfeld 6 – Reihe 14 – Platz 29) Standort. In dem Grab liegen laut Grabsteininschrift auch Johann Beilhacks erste Frau Krescentia, seine zweite Frau Anna (* 11. Januar 1819 in München; † 24. Oktober 1891 in München) und seine Tochter Marie Reubke (* 22. April 1853 (München) – Todesdatum unleserlich).

## Schriften
- Deutsche Grammatik zum Gebrauche in lateinischen Schulen und Unterrichts-Anstalten für classische Bildung eingerichtet. J. Lindauer‘sche Buchhandlung (C. T. F. Sauer), München 1832 (und weitere Auflagen).
- Warum stehen die Leistungen unserer Knaben im umgekehrten Verhältnisse mit den gesteigerten Mitteln ihrer Bildung? Dissertation an der Universität Erlangen 1833. Handschr. Manuskript im Universitäts-Archiv Erlangen.[16]
- Lehrbuch der Deutschen Stylistik für Studienschulen und Gymnasien. 2., umgearbeitete Auflage. J. Lindauer (C. T. F. Sauer), München 1835.
- Kurze Übersicht der sprachlichen und literarischen Denkmäler des deutschen Volkes, nach ihrer geschichtlichen Entwicklungsfolge mit Sprachproben von Ulfila bis Gottsched sammt Erklärung derselben. Zunächst für die oberen Classen der bayerischen Gymnasien berechnet. Josef Lindauer‘sche Buchhandlung (C. T. F. Sauer), München 1837.
- Über das Studium des Altdeutschen. In: Jahresbericht über die K. B. Studien-Anstalt zu Landshut für das Schuljahr 1835/36. Landshut 1836.
- Biographische Skizze über den ehemaligen Vorstand dieser Anstalt Johann Baptist Fischer, Rektor der Lateinschule zu München, Gymnasial-Professor, Inhaber des goldenen Civilverdienst-Ehrenzeichens der bayerischen Krone. In: Jahres-Bericht der lateinischen Schule zu München 1845/46.
- Der Humorist und Satiriker Johannes Nariscus. Literarhistorischer Beitrag als Programm des K. Maximilians-Gymnasiums zu München für das Schuljahr 1850/51. München 1851.